# Ujláb Tamás
Ujláb Tamás (Kaposvár, 1969. augusztus 5. –) magyar színész.

## Életpályája
A kaposvári Táncsics Mihály Gimnázium diákszínpán kezdett színészettel foglalkozni. Budapesten a Nemzeti Színház Stúdiójában végzett, Bodnár Sándor növendékeként. 1991-től a Békés Megyei Jókai Színházhoz szerződött. 1992-től a Pécsi Nemzeti Színház tagja volt és rendszeren játszott a Pécsi Harmadik Színházban is. 2011-től szabadfoglalkozású színművész.

## Fontosabb színházi szerepei
- William Shakespeare: Julius Caesar... Metellus
- William Shakespeare: Macbeth... Ross
- William Shakespeare: III. Richárd... Írnok
- William Shakespeare: Vízkereszt, vagy bánom is én... Fábián
- Carlo Goldoni: A hazug... Ottavio
- Edmond Rostand: Cyrano de Bergerac... Le Bret
- Anton Pavlovics Csehov: Ivanov... Gavrila
- Fjodor Mihajlovics Dosztojevszkij: Ördögök... Fegyenc Fegyka
- Mihail Afanaszjevics Bulgakov: Molière... Bűvész
- Lev Birinszkij: Bolondok tánca... Foma (forradalmár)
- Bertolt Brecht: Koldusopera... Ede
- Eugene O’Neill: Hosszú az út hazafelé... Nick
- Henrik Ibsen: A nép ellensége... Részeg
- Georges Feydeau: Osztrigás Mici... Varlin, ügynök
- Claude Magnier: Oscar... Philippe, a masszőr
- Frederick Loewe – Alan Jay Lenrner: My fair lady... Harry
- Sólem Aléchem – Joseph Stein – Jerry Bock – Sheldon Harnick: Hegedűs a háztetőn... Mótel
- Andrew Lloyd Webber – Tim Rice: Jézus Krisztus Szupersztár... Simon Zeálotes
- John Michael Tebelak – Stephen Schwartz: Godspell... szereplő
- Joseph Kesserling: Arzén és levendula... Klein
- Molnár Ferenc: Liliom... Linzmann
- Molnár Ferenc: Az üvegcipő... Fényképész
- Békeffi István – Fényes Szabolcs: Rigó Jancsi... Impresszárió
- Dobozy Imre: A tizedes meg a többiek... Szíjjártó
- Spiró György: Az imposztor... Díszletező
- Egressy Zoltán: Portugál... Csipesz
- Háy János: A Gézagyerek... Karesz
- Háy János: A Senák... Gabi
- Sultz Sándor: Mal'haba... szereplő
- Kálmán Imre: Csárdáskirálynő... Bóni gróf
- Lehár Ferenc: A víg özvegy... Bogdanovics

## Filmek, tv
- Celofánvirágok (1991)
- Tizenkilenc késszúrással (1991)
- Kugli – Fegyencek szabadságon (1993)... K.T. forradalmár
- Kisváros (sorozat)

- Titok és megoldás című rész (1998)
- Ékszerrablás című rész (2000)